# 藤沢子山
藤沢 子山（ふじさわ しざん）は江戸時代中期の佐渡国の儒学者、漢詩人、医師。伊勢菰野藩医官。『子山佐渡志』を著した。

## 生涯
享保16年（1731年）5月27日藤沢長達の長男として生まれた。寛延元年（1748年）父に従い江戸に出て、入江南溟に古文辞学を学んだ。その後京都に上り、吉益東洞・山脇東洋に医学を学び、龍草廬と交流した。父が菰野藩に出仕し、菰野に赴任すると、これに従い、文化2年（1805年）4月医官となった。
母が高齢になると帰郷し、医業を営みつつ、西川恒山・中山漸廬と儒学を研鑽し、古文辞学を批判した。天明2年（1782年）6月佐渡奉行石野広通に学才を認められ、奉行所書院で月3度四書を講義し、後の先例となった。
晩年相川から湊に移った。寛政10年（1798年）6月21日68歳で死去し、加茂郡籠米村（佐渡市両津秋津）大蔵九郎右衛門屋敷跡に葬られた。諡号は文穆先生。

## 著書
- 『佐渡志』 - 天明・寛政頃編。『佐渡叢書』第5巻所収。全3巻あったが、火事により第3巻（寺社部）のみ残る。田中葵園『佐渡志』と区別のため「子山佐渡志」と称される[6]。
- 『藍川詩稿』[5]
- 『校韓詩外伝』[5]
- 『大学私考』[5]
- 『雪斎漫録』[5]
- 『為学成式』[5]
- 『唐明近体詩集』[3]

詩は『麗沢詩集』『日本詩選』にも多数入選している。

## 逸話
ある佐渡奉行が骨董品を安値で購入し、「とても安価だった。まことに掘り出し物だ。」と子山に自慢した。子山は「値段は物と釣り合ってこそ買うべきである。法外な安値ばかり求めるようでは、遂には盗品をも買うようになる。人の上に立つ者のすることとは思えない。」と諌めた。

## 家族
- 父：藤沢長達 - 佐渡奉行所医師、菰野藩儒者。
- 長男[1]：藤沢明卿 - 名は晙、号は拙斎・海嶼[3]。中年の頃上国で西洋究理学を学び、天保年間帰郷して西洋医学を広めた[8]。亀田鵬斎に「拙斎記」を贈られ、拙斎と号した[3]。安政元年（1854年）7月11日73歳で没[3]。
- 孫：藤沢三省 - 明卿の養子[1]。江戸で林洞海に医学を学び、安政3年（1856年）相川町で種痘を始め[9]、奉行所詰医師となった[7]。明治34年（1901年）没[7]。